# Aphis mizzou
Espèce
Aphis mizzou est une espèce d'aphidiens.

## Étymologie
Son épithète spécifique, mizzou, lui a été en référence au surnom de l'université du Missouri-Columbia.

## Publication originale
- (en) Doris Lagos-Kutz, Benjamin Puttler, David Voegtlin et Rosanna Giordano, « A new species of Aphis (Hemiptera:Aphididae) in Missouri on St. John’s Wort, Hypericum kalmianum, and re-description of Aphis hyperici Monell », Zootaxa, Magnolia Press (d), vol. 3478, no 1,‎ 11 septembre 2012, p. 81-92 (ISSN 1175-5334 et 1175-5326, OCLC 49030618, DOI 10.11646/ZOOTAXA.3478.1.10, lire en ligne).